# Iatxmeniova
Iatxmeniova (en rus: Ячменёва) és un poble de l'óblast de Sverdlovsk, a Rússia, segons el cens del 2010 tenia 213 habitants.